# Bouvet (Schiff, 1898)
Die Bouvet war ein Schlachtschiff (Einheitslinienschiff) der französischen Marine, das 1896 vom Stapel lief und im Ersten Weltkrieg 1915 in den Dardanellen nach einem Minentreffer sank. Auf ihr fanden 660 Seeleute den Tod.

## Baugeschichte
Die Bouvet war nach der Familie Bouvet de Lozier benannt, die einige berühmte Seeoffiziere hervorbrachte. Der bekannteste von ihnen war der Admiral François Joseph Bouvet (1753–1832), Marinebefehlshaber des missglückten Irland-Feldzuges 1796/1797.
Die Bouvet bildete mit den sehr ähnlichen Linienschiffen Charles Martel, Jauréguiberry, Carnot und Masséna eine Klasse. Bouvet und ihre Beinah-Schwesterschiffe waren ein Rückschritt in der französischen Entwicklung von Schlachtschiffen. Sie hatten eine relativ kleine Verdrängung, einen hohen Rumpf mit sehr ausgeprägtem Schildkröt-Rücken (sog. Tumblehome-Design) und viele ungeschützte Aufbauten.
Die vier schweren Geschütze waren in kleinen Einzeltürmen aufgestellt, wobei die beiden 305-mm-L/40-Geschütze als Bug- bzw. Heckgeschütz dienten und die beiden 274-mm-L/45-Geschütze neben dem hinteren Schornstein in seitlichen Schwalbennestern über der Rumpfwölbung standen. Auch die acht 138-mm-L/45-Kanonen waren in Türmen aufgestellt. Die innere Unterteilung war unzureichend.
In Form und Artillerieaufstellung altmodisch, verfügte die Bouvet, wie auch die Masséna, über einen modernen 3-Wellen-Antrieb mit effektiven Belleville-Kesseln und ihre Panzerung über der Wasserlinie bestand aus gehärtetem Harvey-Stahl, was sie zu einem der bestgepanzerten Schiffe ihrer Zeit machte.
Am 8. August 1898 nahm die Bouvet ihren Dienst im Mittelmeergeschwader auf. Ab 1908 gehörte sie zum 3. Geschwader. Bei Kriegsausbruch sicherte sie die Transporte über das Mittelmeer und wurde im Dezember 1914 zu den Dardanellen abgeordnet.
Ab dem 25. Februar 1915 beschoss sie mit anderen Einheiten der alliierten Flotte türkische Stellungen am Eingang der Meerenge.

## Verlust in den Dardanellen
Die Bouvet war Teil des französischen Geschwaders für den Durchbruch durch die Dardanellen. Am 18. März 1915 nahm sie mit drei weiteren französischen Schiffen unter dem britischen Befehlshaber, Konteradmiral John de Robeck, am großen Versuch teil, die Durchfahrt durch die Meerenge zu erzwingen oder zumindest die türkischen Forts niederzukämpfen. Die Briten hatten erkannt, dass sich an der Engstelle der Dardanellen zwischen Canakkale und Kilid Bahr mindestens fünf Minenfelder befanden und wollten die sichernden Befestigungen außer Gefecht setzen, um ein nächtliches Räumen der Minensperren zu ermöglichen. Die französischen Schiffe bildeten die zweite Linie des Angriffsgeschwaders.

### Das Ende derBouvet

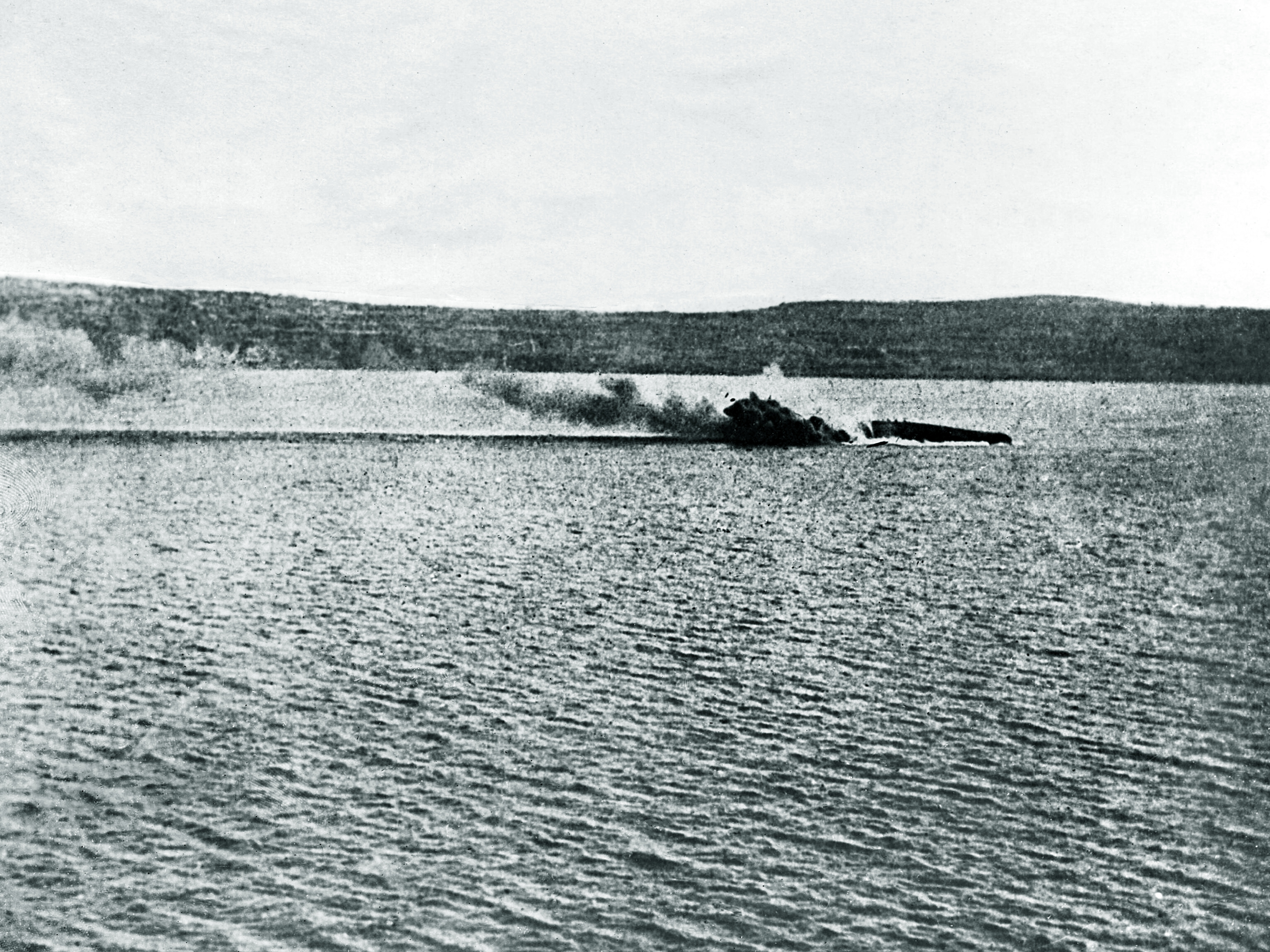
Die Bouvet kentert in den Dardanellen

Die Beschießung begann gegen 11:00 Uhr. Kurz nach Mittag wurden die französischen Schiffe nach vorn befohlen, um die Forts an den Engen auszuschalten. Die Geschütze der türkischen Festungen erzielten Treffer auf der Suffren und Gaulois, die beide erheblich beschädigt wurden. Auch die Bouvet erhielt acht Treffer durch die türkische Artillerie und ihr vorderer Turm fiel aus. Als das Abwehrfeuer der Türken nachließ, entschied de Robeck gegen 13:25 Uhr, die französischen Schiffe durch die zweite Linie britischer Schiffe zu ersetzen. Um sich zurückzuziehen, drehte die Bouvet nach Steuerbord in die Bucht von Erenköy, in der eine Reihe bislang unentdeckter Minen lag. Unterhalb des 274-mm-Steuerbordturms explodierte um 13:54 Uhr eine Mine und dadurch wohl auch ein dortiges Magazin. In der Mitte der Bouvet befanden sich auch zwei Türme der Mittelartillerie und das seitliche Unterwassertorpedorohr. Das Linienschiff erlitt einen sehr starken Wassereinbruch im Bereich des großen, ungeteilten Maschinenraums, der ein Drittel der Schiffslänge einnahm. Das Schiff legte sich sofort stark über, da es an innerer Abschottung fehlte und auch der oben sich wieder nach innen wölbende Walrückenrumpf (wie auch bei anderen von Huin konstruierten Schiffen) zu immer größerer Instabilität bei Schlagseite führte. Die Bouvet kenterte nach kurzer Zeit und sank innerhalb von zwei Minuten auf 40° 1′ N, 26° 17′ O. 648 Mann starben beim Untergang, darunter auch der Kommandant Rageot de la Touche, der sich weigerte, die Brücke zu verlassen. Das Admiralsbeiboot der Suffren konnte 75 Männer (nach anderen Quellen 47), darunter fünf Offiziere, retten.

### Weitere Verluste
Die britische Führung erkannte nicht die Ursache dieses Verlustes, sondern vermutete einen Geschütz- oder Torpedotreffer und setzte den Angriff auf die Engstelle fort. Als der mehrfach von der Artillerie getroffene Schlachtkreuzer Inflexible gegen 16:00 Uhr abgezogen wurde, erhielt er nahe der Untergangsstelle der Bouvet einen Minentreffer, der über 30 Seeleute tötete und ein großes Loch in das Vorschiff an Steuerbord riss.
Kurz darauf lief um 16:16 Uhr die Irresistible ebenfalls auf eine Mine und wurde schwer beschädigt. Fast die gesamte Besatzung außer dem Kapitän und einigen Freiwilligen wurde durch die Wear abgeborgen und auf die Queen Elizabeth gebracht. Ein Versuch durch die Ocean, die langsam in Richtung Küste treibende Irresistible abzuschleppen und zu bergen, scheiterte wegen der starken Schlagseite des Schiffs und des schweren türkischen Artilleriefeuers.
Die Ocean rettete die verbliebenen Besatzungsmitglieder, lief dann aber um 18:05 Uhr selbst auf eine Mine und erhielt kurz darauf einen Artillerievolltreffer. Ihre Besatzung und die von der Irresistible geborgenen Männer konnten in Sicherheit gebracht werden. Die beiden aufgegebenen Schlachtschiffe sanken am Abend des 18. März nach 20:00 Uhr. Ein später von der Royal Navy in die Meerenge geschickter Zerstörer, der sie torpedieren sollte, damit sie nicht in die Hand des Gegners fielen, fand sie nicht mehr vor.
Der schwer beschädigte Schlachtkreuzer Inflexible konnte nach dem erhaltenen Minentreffer langsam weiterlaufen und wurde erst vor Tenedos auf Grund gesetzt, um nicht zu sinken. Vor Ort behelfsmäßig abgedichtet, trat die Inflexible am 6. April, begleitet von Canopus und Talbot, die Fahrt zur Reparatur nach Malta an. Auch die beschädigten französischen Linienschiffe Suffren und Gaulois konnten sich zurückziehen. Letztere musste sich wegen starken Wassereinbruchs bei Rabbit Island (Tavşan), nördlich von Tenedos, auf Grund setzen, um nicht zu sinken. Nach einer Notreparatur lief sie am 25. März mit Suffren über Malta nach Toulon zur Reparatur.
Der kleine türkische Minenleger Nusret (Germania, 1911, 365 ts) hatte in der Nacht des 8. März unbeobachtet 26 Minen in ein Gebiet gelegt, in dem die alliierten Schiffe bei den vorangegangenen Beschießungen manövriert hatten. Der Untergang der Bouvet und der beiden alten britischen Linienschiffe führte zur Aufgabe des Planes, durch die Meerenge direkt nach Konstantinopel zu gelangen, da zwar die alten Linienschiffe verzichtbar waren, aber ein minenfreier Weg und eine Ausschaltung der türkischen Artillerie nicht mehr erwartet wurde, und er führte außerdem zur Entscheidung, zuvor die Halbinsel Gallipoli einzunehmen.
| Schicksal der Linienschiffe des Bauprogramms 1890 | Schicksal der Linienschiffe des Bauprogramms 1890 | Schicksal der Linienschiffe des Bauprogramms 1890 | Schicksal der Linienschiffe des Bauprogramms 1890 | Schicksal der Linienschiffe des Bauprogramms 1890 | Schicksal der Linienschiffe des Bauprogramms 1890 |
| ------------------------------------------------- | ------------------------------------------------- | ------------------------------------------------- | ------------------------------------------------- | ------------------------------------------------- | --- |
| Name                                              | Bauwerft                                          | Baubeginn                                         | Stapellauf                                        | in Dienst                                         | weiteres Schicksal |
| Charles Martel                                    | Arsenal Brest                                     | 08.1891                                           | 29.08.1893                                        | 10.01.1896                                        | 1912 Reserve, ab 1914 Wohnschiff in Brest. |
| Jauréguiberry                                     | La Seyne                                          | 11.1891                                           | 27.10.1893                                        | 16.02.1897                                        | 1914 Sicherung der Truppentransporte Nordafrika-Frankreich, 1915 Dardanellen / Gallipolli, 1916 Wachschiff Port Said, 1919 bis 1932 Wohnschiff Toulon               |
| Carnot                                            | Toulon                                            | 07.1891                                           | 12.07.1894                                        | 25.06.1897                                        | 1913 Reserve, ab 1914 Wohnschiff in Brest |
| Masséna                                           | St. Nazaire                                       | 09.1892                                           | 07.1895                                           | 06.1898                                           | Einsatz vor Gallipoli, nach Minentreffer bei Cape Helles am 10. November 1915 auf Grund gesetzt. Diente beim Abzug der Alliierten im Januar 1916 als Wellenbrecher. |